# Карін Шлютер
Карін Шлютер (нім. Karin Schlüter, 12 березня 1937) — німецька вершниця.
Срібна призерка Олімпійських Ігор 1972 року в командній виїздці.
Чемпіонка світу з виїздки 1974 року в командній виїздці.
Чемпіонка Європи з виїздки 1973 (командна виїздка), 1975 (командна виїздка) років, бронзова призерка 1975 року в індивідуальній виїздці.